# 布茲加湖
46°8′47″N 45°38′35″E / 46.14639°N 45.64306°E
布茲加湖（俄语：Бузга），是俄羅斯的湖泊，位於該國西南部，由卡爾梅克共和國負責管轄，長1.4公里、寬1.1公里，面積0.7平方公里，平均水深2米，最大水深8米。